# تپه دیوانخانه چکنه علیا
تپه دیوانخانه چکنه علیا مربوط به سده ۶ تا ۸ قمری است و در شهرستان نیشابور، روستای چکنه علیا واقع شده و این اثر در تاریخ ۱۶ اسفند ۱۳۸۵ با شمارهٔ ثبت ۱۴۳۶۳ به‌عنوان یکی از آثار ملی ایران به ثبت رسیده است.